# Kasteel Sint-Flora
Kasteel Sint-Flora is een kasteeltje met omliggend park in de tot de West-Vlaamse gemeente Veurne behorende plaats De Moeren, gelegen aan de Kasteellaan 1-4.

## Geschiedenis
Het domein werd voor het eerst aangegeven op de Ferrariskaarten (1771-1778) en toonde een omgracht perceel aan de rand van De Moeren, dat toen nog een moerasgebied was. Vermoedelijk werd het betreffende huis vanaf 1780 bewoond door de gebroeders Herwijn, die betrokken waren bij de derde drooglegging van het gebied die vanaf 1780 zijn beslag nam. Zij zouden ook het parkje hebben aangelegd.
In 1835 was er sprake van een landhuis in het noorden, een boerenwoning en een dwarsschuur in het westen.
In 1851 werd het huidige landhuis gebouwd in neoclassicistische stijl. Eigenaar was Gustavus Carolus Collette Dumaisniel, burggraaf van Wattignies. Er werd een destilleerderij opgericht die na 1871 samengevoegd werd met de dwarsschuur.
Tijdens de Eerste Wereldoorlog verbleef de Belgische koninklijke familie enige tijd in het kasteeltje.
De gebouwen van de destilleerderij zijn tegenwoordig als boerderijgebouw in gebruik. Het parkje is aangelegd in landschapsstijl.